# しいたか。
しいたか。 / 市川たかし（しいたか。 / いちかわたかし、1月21日 - ）は、北海道瀬棚郡瀬棚町（現在の久遠郡せたな町）出身の歌手・シンガーソングライター。2006年に市川たかし名義で演歌歌手としてデビューした。キャッチコピーは「地デジ対応 青春ボイス!!」。本名は前川 浩一（まえかわ ひろかず）。

## 来歴
- 歌手になりたいとの思いで高校を1年で中途退学して、札幌で歌の勉強をした。
- 2000年の日本大衆音楽祭で内閣総理大臣賞を受賞。
- 2006年に行われた「走れ!歌謡曲」40周年記念スペシャル企画“輝け!歌謡曲”歌手になっちゃえ!オーディションでグランプリを受賞し、2007年11月7日に「だからさよなら言わないで」で演歌歌手としてデビュー。
- 2015年1月28日、蒼彦太、こおり健太と共にボーカルユニット・A・K・I名義で「港街ロマンス」をリリース。
- 2017年10月23日、市川たかし10周年記念ディナーライブを汐留BLUEMOODにて行った。
- 2018年からライブ配信アプリPocochaにて配信スタート。
- 2019年1月23日、自身のブログにて2018年末をもって所属していた音楽事務所株「ゴーゴーカンパニー」より独立したことを報告。以降はポップスを中心とした楽曲を展開する。
- 2019年4月25日、しいたか。名義での活動を開始。配信シングル第1弾「Stand By Me」をリリース。同年9月26日、1stアルバム「Golden Hour」をリリース。同年10月5日、Live bar BONAPPETITにて「しいたか。1stアルバム「Golden Hour」発売記念ライブ」を行った。
- 2020年8月21日、2ndアルバム「The FantasticRoadshow」をリリース。
- 2020年12月31日、3rdアルバム「SITK 紅白歌合戦」をリリース。
- 2022年1月21日、4thアルバム「The Greatest Starman」をリリース。

## 人物・エピソード
- 両親が演歌好きだったこともあり、自らが演歌を歌うことにも特別な抵抗はなかった。
- 特技である日本舞踊は、若柳流の名取である。また、国際エステティック協会認定（IEA認定）International Esthetic Associationエステティシャン、アロマテラピストなどの資格を取得している。
- 来歴にある「走れ!歌謡曲」40周年記念スペシャル企画“輝け!歌謡曲”歌手になっちゃえ!オーディションは、日本全国の15歳から25歳までの1,167人が応募して選考が行われた。
- 「走れ!歌謡曲」火曜日で放送されていたラジオドラマ「大阪ラジオ芝居」では、主人公（由美子）の夫（イクオ）が市川たかしの熱狂的なファンという設定のため、2008年9月23日に本人役で出演をした。なお、大阪ラジオ芝居とは井上由美子の6枚目のシングル曲「大阪紙芝居」を基にドラマ化したものである。
- 市川たかし名義でリリースした2枚目のシングル「まっ赤な慕情」は俳優の赤木圭一郎を意識したものである。当初、赤木のことを知らなかったためインターネットなどで調べたと本人は語っている。
- しいたか。として活動を始めてから、自らを「プリンス」と称することがある。また、宣材写真やステージ衣装は、グラムロックやニューロマンティックのファッションに多く見られるジャボやフリルを施した中世ヨーロッパ貴族調の衣服を好んで着用している。エステティシャンの資格を習得するほど美容に対しての意識も高く、肌やつめの手入れに余念がない。歌劇風メイクを施して中性的に見せることもある。2021年頃から髪を肩下まで伸ばしており、アップスタイルやハーフアップにスタイリングすることが増えた。

## 芸名とキャッチコピー
- 市川たかしという芸名は、パソコンの姓名判断ソフトから選択して決めた。
- キャッチコピーは、市川たかしのイニシャル「IT」と情報技術（Information Technology）の略称の「IT」をかけている。ITとは最先端をいくもの、地デジ化はその一つの例である。「地デジ対応 青春ボイス」とは、地デジ対応＝クリアな声、青春ボイス＝市川たかしの声という意味にそれぞれを置き換える。以上のことから文章化すると「クリアな声で、市川たかしの声をお届けします」という内容にたどり着くのである[独自研究?]。

## ディスコグラフィ

### 市川たかし 名義
- 全て徳間ジャパンからリリース。

#### シングル
| # | 発売日         | 曲順 | タイトル                 | 作詞         | 作曲        | 編曲       | 最高順位 | 規格品番   |
| - | -------------- | ---- | ------------------------ | ------------ | ----------- | ---------- | -------- | ---------- |
| 1 | 2007年 3月2日  | 01   | だからさよなら言わないで | 土田有紀     | 伊藤雪彦    | 南郷達也   | 117位    | TKCA-90234 |
| 1 | 2007年 3月2日  | 02   | 君の住む街へ             | 麻こよみ     | 伊藤雪彦    | 南郷達也   | 117位    | TKCA-90234 |
| 1 | 2007年 3月2日  | 03   | 漁り火浜唄               | ふじしずか   | MIYA / KUMA | 石倉重信   | 117位    | TKCA-90234 |
| 2 | 2009年 2月4日  | 01   | まっ赤な慕情             | 水木れいじ   | 伊藤雪彦    | 伊戸のりお | 151位    | TKCA-90313 |
| 2 | 2009年 2月4日  | 02   | 禁じられたふたり         | 水木れいじ   | 伊藤雪彦    | 伊戸のりお | 151位    | TKCA-90313 |
| 3 | 2012年 5月2日  | 01   | 夕霧草                   | 田久保真見   | 幸耕平      | 南郷達也   | 135位    | TKCA-90483 |
| 3 | 2012年 5月2日  | 02   | 走り雨                   | 田久保真見   | 幸耕平      | 南郷達也   | 135位    | TKCA-90483 |
| 4 | 2013年 11月6日 | 01   | 一の糸                   | 峰崎林二郎   | 幸耕平      | 伊戸のりお | 121位    | TKCA-90584 |
| 4 | 2013年 11月6日 | 02   | 金曜日の人               | 木下めろん   | 木下めろん  | 伊平友樹   | 121位    | TKCA-90584 |
| 5 | 2015年 10月7日 | 01   | 愛のメルヘン             | さいとう大三 | 幸耕平      | 竜崎孝路   | 104位    | TKCA-90731 |
| 5 | 2015年 10月7日 | 02   | 狂った太陽7              | 木下めろん   | 木下めろん  | 伊平友樹   | 104位    | TKCA-90731 |
| 6 | 2017年 5月10日 | 01   | おんな傘                 | 千倉安稀     | 幸耕平      | 丸山雅仁   | 53位     | TKCA-90958 |
| 6 | 2017年 5月10日 | 02   | 夕顔                     | 木下めろん   | 木下めろん  | 伊平友樹   | 53位     | TKCA-90958 |

#### アルバム
| 発売日         | タイトル               | 規格品番   |
| -------------- | ---------------------- | ---------- |
| 2015年11月18日 | 全曲集〜愛のメルヘン〜 | TKCA-74297 |

### A・K・I 名義

#### シングル
| # | 発売日         | 曲順 | タイトル     | 作詞       | 作曲       | 編曲     | オリコン 最高順位 | 規格品番   |
| - | -------------- | ---- | ------------ | ---------- | ---------- | -------- | ----------------- | ---------- |
| 1 | 2015年 1月28日 | 01   | 港街ロマンス | 木下めろん | 木下めろん | 伊平友樹 | 126位             | TKCA-90671 |
| 1 | 2015年 1月28日 | 02   | 夜汽車       | 木下めろん | 木下めろん | 伊平友樹 | 126位             | TKCA-90671 |
| 2 | 2016年 4月23日 | 01   | お気楽音頭   | 志賀大介   | 吉幾三     | 伊平友樹 | 167位             | TKCA-90765 |
| 2 | 2016年 4月23日 | 02   | あなたの心   | 木下めろん | 木下めろん | 伊平友樹 | 167位             | TKCA-90765 |

### しいたか。 名義

#### シングル
- Stand by Me（2019年4月27日） - 配信
- Quiet Love（2019年5月24日） - 配信
- 君想えば（2019年6月27日） - 配信
- マリア 〜Venus in Summer〜（2019年8月22日） - 配信
- 泪色（2020年1月21日） - 初CDシングル
- 新宿マリン（2020年3月7日） -  前作「泪色」のc/wを第6弾シングルとして配信
- B with U（2020年4月24日） - CD&配信

#### アルバム
- Golden Hour（2019年9月26日）
- The FantasticRoadshow（2020年8月21日）
  - The FantasticRoadshow〈アナザージャケット〉（2020年10月16日） - スペシャル・トラックを加えたAmazon限定盤
- SITK紅白歌合戦（2020年12月31日）
- The Greatest Starman(2022年1月21日)

## 出演
市川たかし 時代

### テレビ
- 洋子の演歌一直線（2012年5月13日、2013年11月17日、2014年9月7日、2016年7月17日、2017年8月27日、テレビ東京）
- 知里のミュージックエッセンス（2014年4月3日、千葉テレビ）
- 歌謡プレミアム（2014年4月21日、BS日テレ）
- 演歌がええじゃん（2015年6月24日、KBS京都他） - A・K・I『港街ロマンス』、市川たかし『金曜日の人』を歌唱
- 入山アキ子、マイク河原のここ一番の歌謡曲（2015年12月、テレビ埼玉（金曜日）/群馬テレビ（月曜日））
- THEカラオケ★バトル（2017年7月26日、テレビ東京）
- ごごウタ（2017年9月1日、NHK総合）
- BS日本のうた（2017年9月3日、BSプレミアム）
- 山崎ていじのさわやか歌謡曲（2018年8月、三重テレビ、テレビ埼玉、とちテレ、BS12トゥウェルビ）

### インターネットラジオ
- まっ赤な☆市川たかしです!（セントラルミュージック「Juscli（ジャスクリ）」） - 2009年9月25日配信分にて終了